# リンカーン・MKT
MKTはフォードが製造、リンカーンブランドで販売していたクロスオーバーSUVである。

## 概要
2008年1月、北米国際オートショー (NAIAS) にてMKTコンセプトとして出展。市販モデルは翌年のNAIASにて正式に発表された。製造はカナダ・オンタリオ州のオークビル組立工場にて行われる。
MKTはリンカーンのラインナップではMKXとナビゲーターの中間に位置する車種となる。コンセプトモデルでは2+2のシートレイアウトを採用していたが、市販モデルでは7人乗り（2+3+2）と6人乗り（2+2+2）が用意される。
MKTはまた、2011年に製造を終了したタウンカーに代わってハイヤー、リムジン、霊柩車などのベース車両にもなっており、それらの車両については「MKTタウンカー」の車名が与えられている。
エンジンはMKTにはV型6気筒 3.7L NAとV型6気筒 3.5L「エコブースト」直噴ツインターボが設定される。MKTタウンカーはV6 3.7L NAと直列4気筒 2.0Lエコブーストとなる。トランスミッションはいずれも「セレクトシフト」6速AT。
2011年11月にはロサンゼルスオートショーでフェイスリフトモデルが発表された。内外装が刷新されるとともに、3.7L NAの最高出力が303hpに引き上げられた。

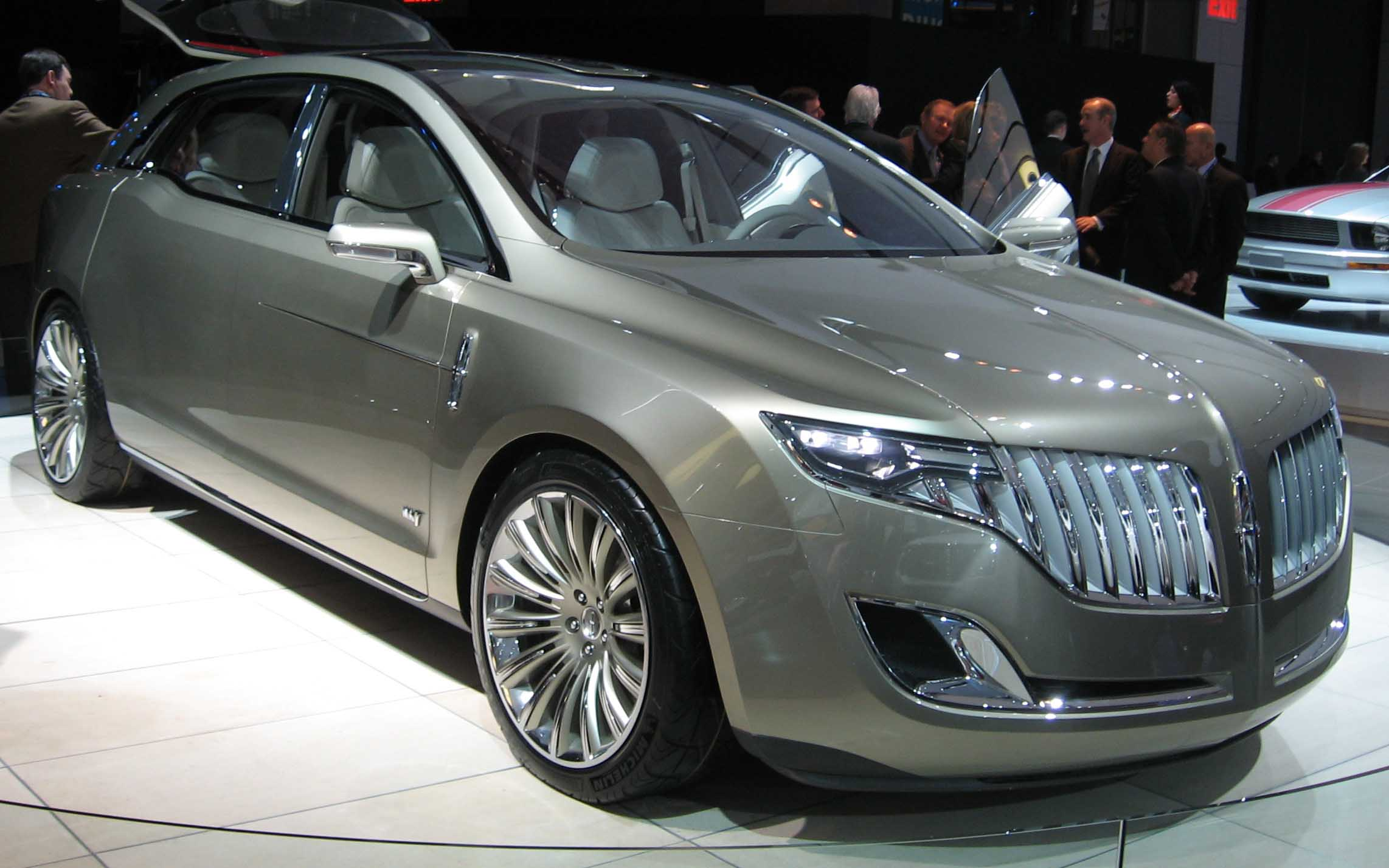
MKTコンセプト
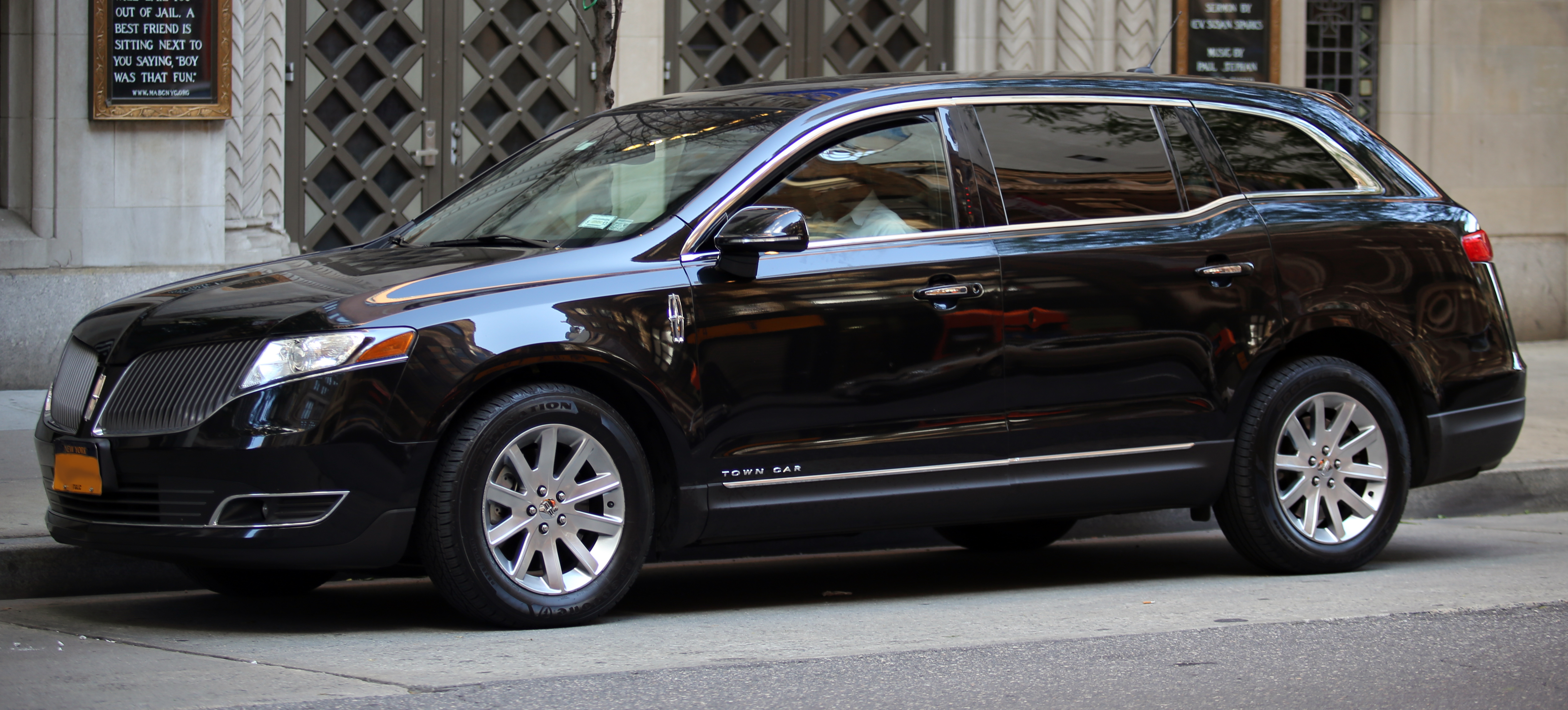
MKTタウンカー（フロント）
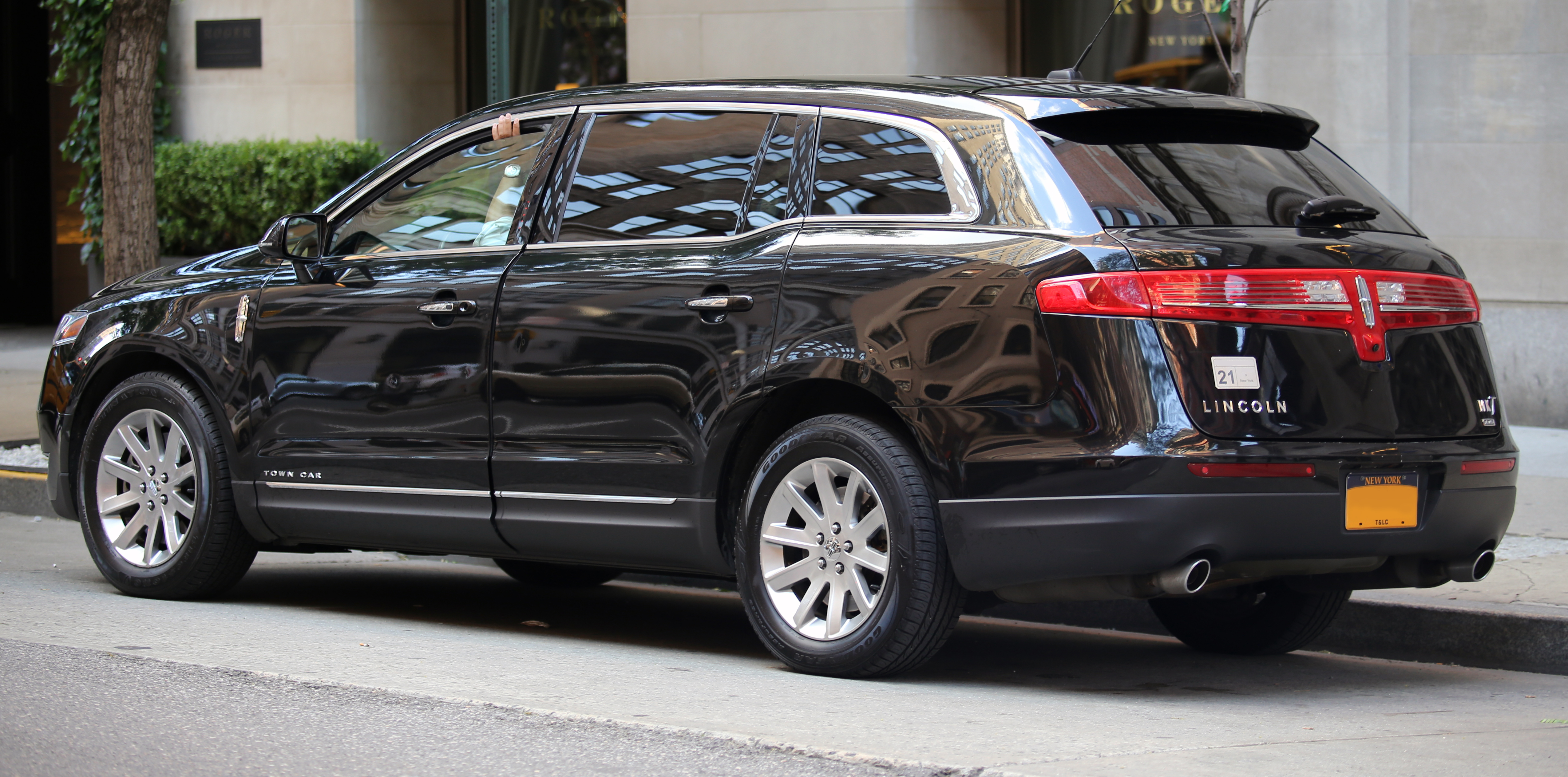
MKTタウンカー（リア）
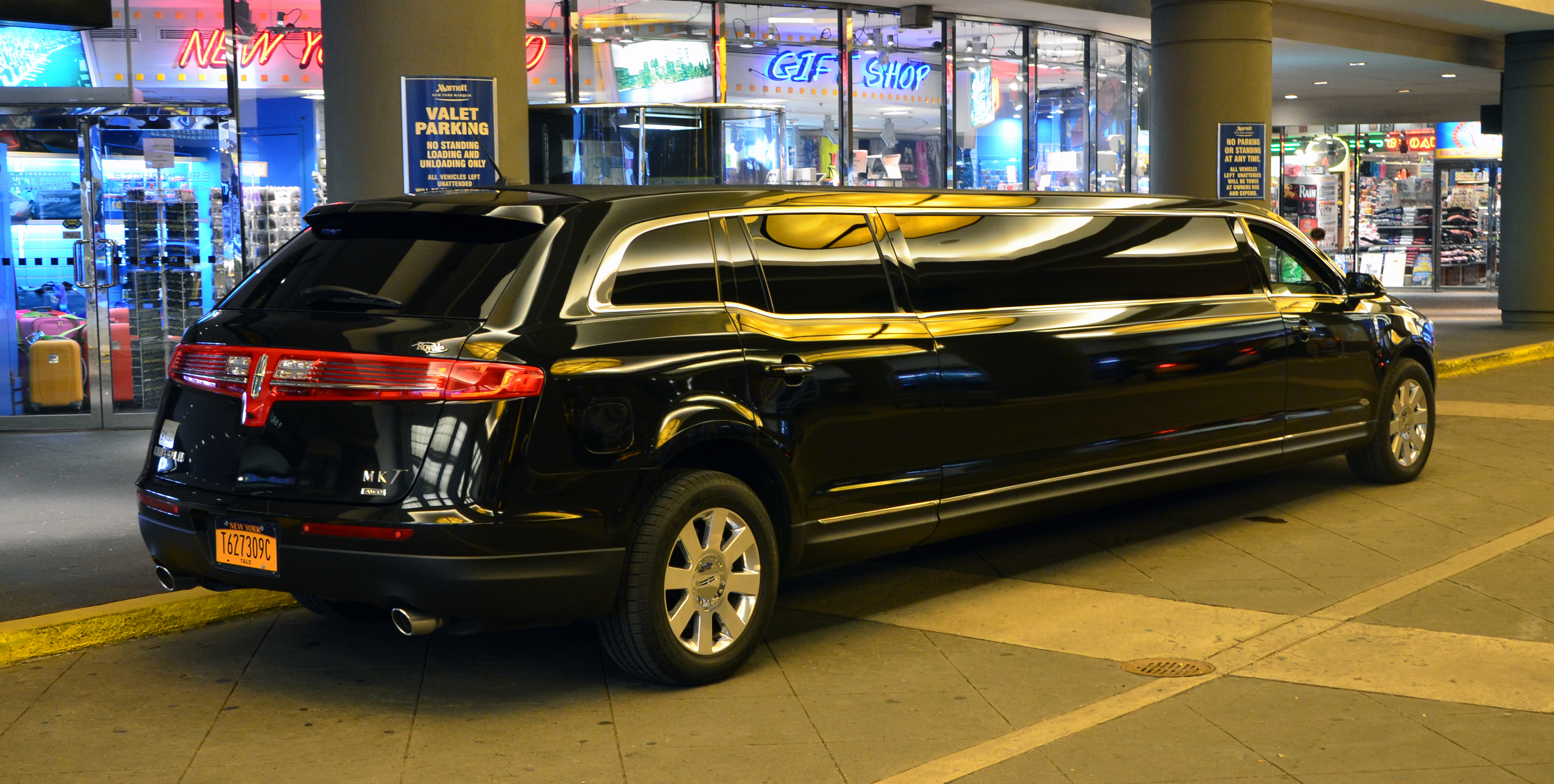
MKTリムジン